# Müngsten
Müngsten war bis zum Beginn des 20. Jahrhunderts eine Ansiedlung sowie ein Industrie- und ein beliebter Ausflugsort. Heute ist Müngsten nur noch eine Flurbezeichnung für das Grenzgebiet der Städte Wuppertal, Solingen und Remscheid am Zusammenfluss von Wupper und Morsbach.

## Lage und Geografie
Der Ort lag im Tal der Wupper nahe der bekannten Müngstener Brücke auf einer Höhe von 100 Meter über NHN. Die Gebäude der Ansiedlung lagen auf dem Stadtgebiet aller drei Städte verteilt, der Schwerpunkt lag dabei auf dem Remscheider Gebiet. Die statistischen Daten des Ortes verteilen sich für den Bereich südlich des Morsbachs auf die Bürgermeisterei und ab 1929 Stadt Remscheid und für den Bereich nördlich des Morsbachs auf die Bürgermeisterei Kronenberg, ab 1929 dem Stadtteil Cronenberg der Großstadt Wuppertal.

## Geschichte

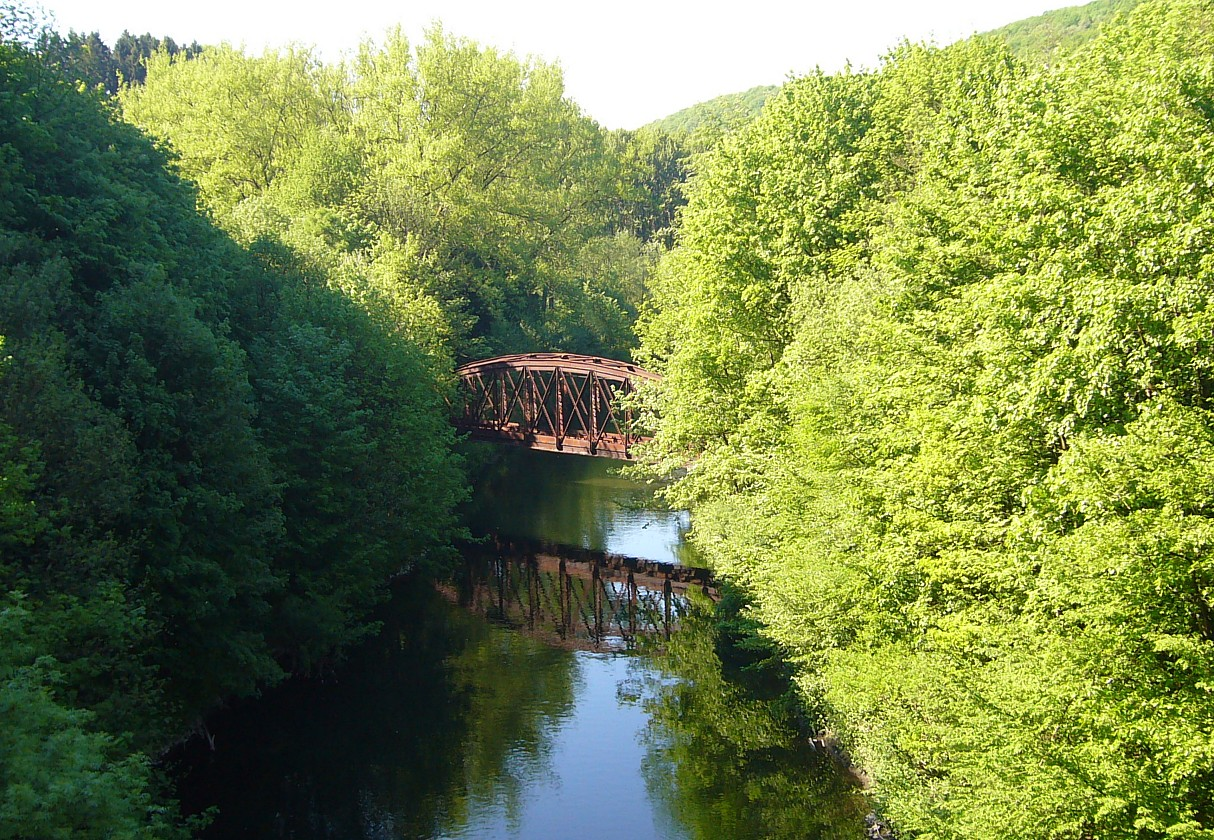
Inzwischen abgerissene Wupperbrücke Grunenburg der Schmalspurbahn

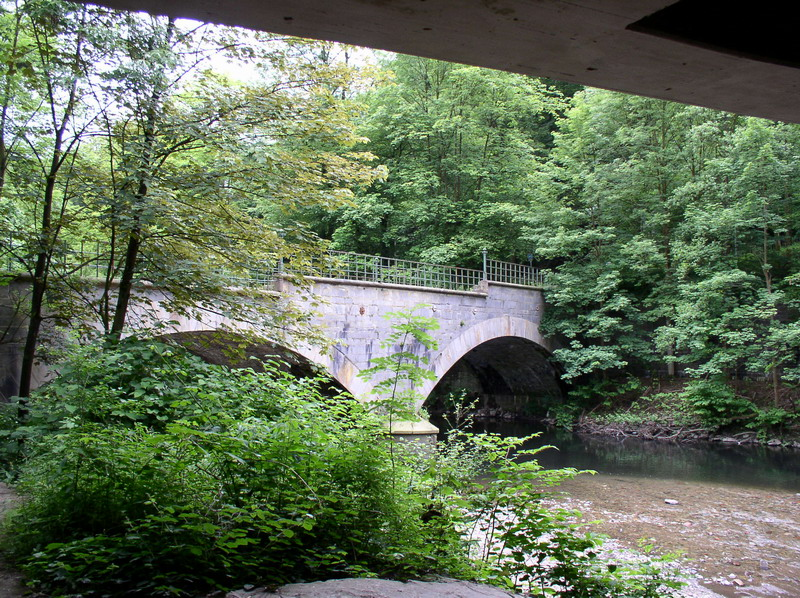
Napoleonsbrücke

Elektrischer Güterzug in Müngsten um 1906

Müngsten wurde im Jahr 1437 erstmals urkundlich erwähnt. 1815/16 besaß der Ort 26 Einwohner (17 zu Remscheid und neun zu Cronenberg).

Müngsten im Knick der heutigen Bundesstraße mit Bahnhof in der Preußischen Karte von 1891–1912

1832 gehörte der Bereich Müngstens südlich des Morsbachs zum Ortsbezirk Reinshagen der Bürgermeisterei Remscheid, der Bereich nördlich zu Sudberger Bezirk der Bürgermeisterei Kronenberg. Der laut der Statistik und Topographie des Regierungsbezirks Düsseldorf als Weiler mit mehreren Hämmern kategorisierte Ort besaß zu dieser Zeit sechs Wohnhäuser (vier zu Remscheid, zwei zu Cronenberg), sechs Fabrikationsstätten und Mühlen (alle zu Remscheid) und sechs landwirtschaftliche Gebäude (vier zu Remscheid, zwei zu Cronenberg). Zu dieser Zeit lebten zusammen 47 (22 und 25) Einwohner im Ort, einer katholischen und 46 (21 und 25) evangelischen Glaubens. Im Gemeindelexikon für die Provinz Rheinland von 1888 werden sieben Wohnhäuser (vier und drei) mit 85 (43 und 42) Einwohnern angegeben.
Zu den heute niedergelegten Gebäuden zählten die Sensenfabrik Halbach (Stammhaus der Familie von Bohlen und Halbach, Angehörige der späteren Industriellendynastie Krupp), sowie ein bekanntes Ausflugslokal (Baumgärtner'sche Lokalität Haus Müngsten), die allesamt im Rahmen des Ausbaus der Verbindungsstraße von Solingen nach Remscheid Mitte bzw. des Baues der Landesstraße 74 Mitte der 1960er Jahre niedergelegt wurden.
Ebenfalls nicht mehr existent ist der ca. 480 m lange und 45 m breite Stausee, der durch den Stau des Morsbachs kurz vor seiner Mündung in die Wupper entstand. Heute befindet sich an seiner Stelle der zentrale Parkplatz für Ausflügler, die nach Müngsten möchten. Als Fußgängerbrücke erhalten blieb die um 1850 erbaute sandsteinerne, stufenförmige Bogenbrücke über die Wupper von Remscheid nach Solingen. Sie wird aus bisher nicht geklärten Gründen seit mindestens den 1990er Jahren Napoleonsbrücke genannt.
Müngsten war ein Haltepunkt der in Raten bis 1952 stillgelegten und abgebauten Ronsdorf-Müngstener Eisenbahn, die vom Toelleturm in Wuppertal-Barmen über Ronsdorf immer entlang dem Morsbach über Müngsten bis nach Solingen-Krahenhöhe führte. Die stählerne Eisenbahnbrücke der Schmalspurbahn von Wuppertal nach Solingen über die Wupper (nicht zu verwechseln mit der Müngstener Brücke) wurde wegen ihres stark baufälligen Zustandes im Dezember 2014 abgerissen.
Die im Nahbereich gelegene Hofschaft Grunenburg, der Solinger Schaltkotten an der Wupper sowie das niedergelegte Solinger Elektrizitätswerk und das ebenfalls niedergelegte Solinger Wasserwerk im Tal der Wupper werden in der Literatur oft auch zu Müngsten zugehörig gezählt.